# Batilde (regina di Neustria)
Batilde (626 o 627 – Chelles, 30 gennaio 680) è stata moglie del re franco Clodoveo II, regina di Neustria e Borgogna e per un breve periodo anche di Austrasia. È venerata come santa dalla Chiesa cattolica.

## Origini
Secondo il continuatore anonimo del cronista Fredegario, era una donna di origine straniera, senza alcuna precisazione circa il popolo di provenienza e gli ascendenti, mentre secondo il Domus Carolingicae Genealogia era di origine sassone.

## Biografia
Le notizie sulla sua vita vengono dalla tradizione agiografica, la Vita Sanctae Bathildis, composta in ambiente ecclesiastico poco dopo la sua morte, e da citazioni di cronisti, e a volte le informazioni non concordano pienamente.
Entrambe le tradizioni peraltro la dipingono come un'Anglosassone di nobile nascita, forse rapita durante un'incursione di Danesi, o forse imparentata con il re Ricberht dell'Anglia orientale, ultimo re pagano di quella terra. Ricberht fu spodestato dal suo rivale cristiano Sigeberht, il quale dopo la vittoria si liberò di parenti e sostenitori del vecchio re. Batilde, ancora ragazzina, fu venduta come schiava, e divenne proprietà di Ercinoaldo, maggiordomo di palazzo del regno di Neustria.

### La tradizione agiografica
Secondo la Vita S. Bathildis, probabilmente scritta da una monaca dell'abbazia di Chelles, Batilde era bellissima, intelligente, modesta e molto sensibile alle necessità altrui. Ercinoaldo, rimasto vedovo da poco, si sentì attratto da Batilde e considerò l'idea di sposarla. La ragazza, tuttavia, non lo assecondava, ed egli rinunciò al proposito, presentandola invece al re Clodoveo II, il quale se ne innamorò e la prese in sposa attorno al 650. Batilde probabilmente aveva circa diciannove anni quando divenne regina e il continuatore anonimo del cronista Fredegario, la definisce prudente ed elegante, mentre il re, a seconda delle versioni, poteva avere dai 12 ai 16 anni d'età.
La Vita riporta che anche da regina Batilde rimase umile e modesta, dedita alle opere di carità e a generose donazioni, grazie alle quali furono fondate le abbazie di Corbie e di Chelles e fu contribuito alla fondazione di quelle di Jumièges, Jouarre, Saint-Wandrille de Fontenelle e di Luxeuil. Offrì inoltre aiuti importanti a San Claudio di Besançon e alla sua abbazia sui monti del massiccio del Giura.
Dal matrimonio con Clodoveo nacquero tre figli, i futuri re Clotario III, Childerico II e Teodorico III.
Alla morte del marito (tra il 655 e il 657) esercitò la reggenza portando il cingulum, simbolo dell'esercizio del pubblico potere, e, mantenendo nella carica di maggiordomo di palazzo di Neustria Ercinoaldo, cercò di ricostruire l'unità del regno franco in favore del primogenito, Clotario III. Da regina si dimostrò una capace donna di governo. Proibì tra l'altro il commercio di schiavi cristiani (si impegnò molto a riscattare bambini venduti in schiavitù).
Dopo aver imposto il figlio Childerico II sul trono di Austrasia, nel 660 lo confermò, accettando che Clotario III regnasse su Neustria e Burgundia ed escludendo il terzo figlio, Teodorico da quest'ultimo regno.
Al raggiungimento della maggiore età da parte di Clotario III (664 circa), anche a causa dell'avvento di Ebroino a maggiordomo di palazzo di Neustria (in Austrasia il maggiordomo di palazzo era Wulfoaldo), avvenuto dopo la morte di Ercinoaldo (circa 558), Batilde fu costretta ad abbandonare la corte e a ritirarsi nell'abbazia di Chelles, uno dei numerosi monasteri che aveva contribuito a fondare, dove trascorse il resto della sua vita dedicandosi alla cura dei malati. Essa donò il suo ormai inutile cingulum di cui era stata spogliata al monastero.
Nel 670, morì il primogenito Clotario a cui subentrò il fratello Teodorico III; nel 675 venne assassinato l'altro figlio Childerico.
Alla sua morte, nel 680, fu sepolta nell'abbazia di Chelles. Il suo culto viene ufficialmente ricordato all'epoca della traslazione dei suoi resti dall'abbazia in una nuova chiesa, sotto gli auspici di Ludovico il Pio. Fu canonizzata da papa Niccolò I (858-867).
Memoria liturgica il 30 gennaio. Prende il nome da santa Batilde la congregazione delle Suore benedettine di Santa Batilde, approvata nel 1926.

### La tradizione delle cronache
Nel contesto della società del settimo secolo è probabile che Ercinoaldo donasse Batilde a Clodoveo affinché ne facesse una delle sue concubine, nonostante il fatto che l'agiografia enfatizzi la sua castità anche durante la condizione di schiava. Fu l'interesse da lei destato nel sovrano a far sì che questi decidesse poi di farne la sua regina. Batilde fu in effetti donna intelligente e accorta, e governò con capacità, anche se con il continuo supporto del suo antico padrone Ercinoaldo.
Secondo alcuni cronisti, peraltro, fu una governante a tratti spietata, in continuo conflitto con i vescovi, di cui alcuni furono da lei fatti assassinare. Beda riferisce che Ennemondo, vescovo di Lione poi santificato, fu assassinato per ordine di Ebroino ma su istigazione di Batilde nel 658.

## Il sigillo di Batilde

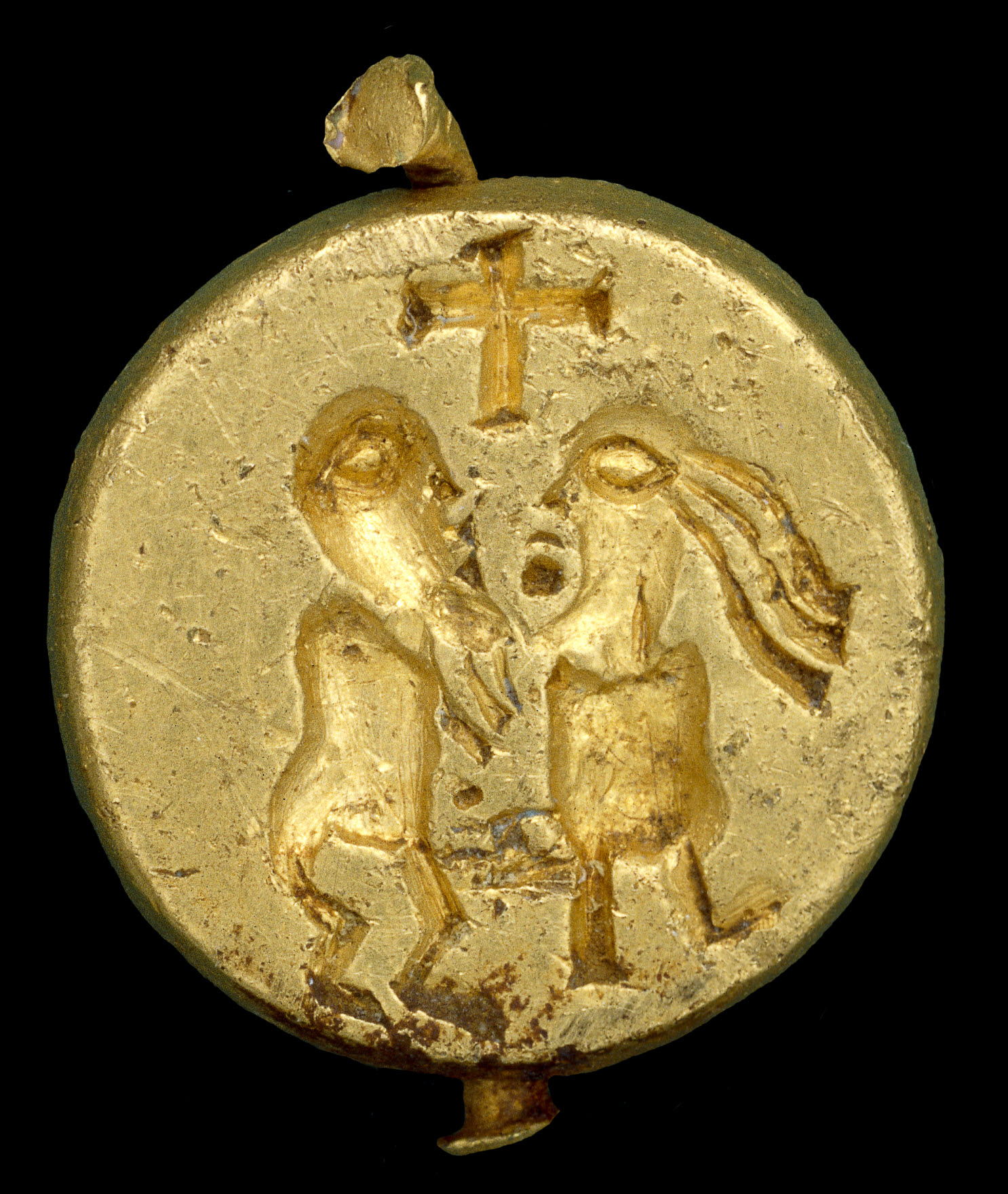
Lato A del sigillo di Batilde

Il sigillo in oro della regina Batilde, originariamente posizionato su un anello, è stato ritrovato nel 1999 da un cercatore dilettante in un campo a poche miglia dalla città di Norwich, nell'East Anglia. Il sigillo ha due facce. Una, quella ufficiale, mostra il volto della regina e il suo nome BALDAHILDIS, l'altra, quella privata, presenta la raffigurazione della regina e del marito Clodoveo, entrambi nudi ed impegnati in un rapporto intimo sotto l'emblema della croce. Probabilmente il verso ufficiale serviva ad apporre il sigillo sui documenti ufficiali, l'altro su quelli privati.
È difficile spiegare come il sigillo della regina dei Franchi sia stato rinvenuto nell'East Anglia: probabilmente fu inviato alla sua famiglia di origine dopo la sua morte.

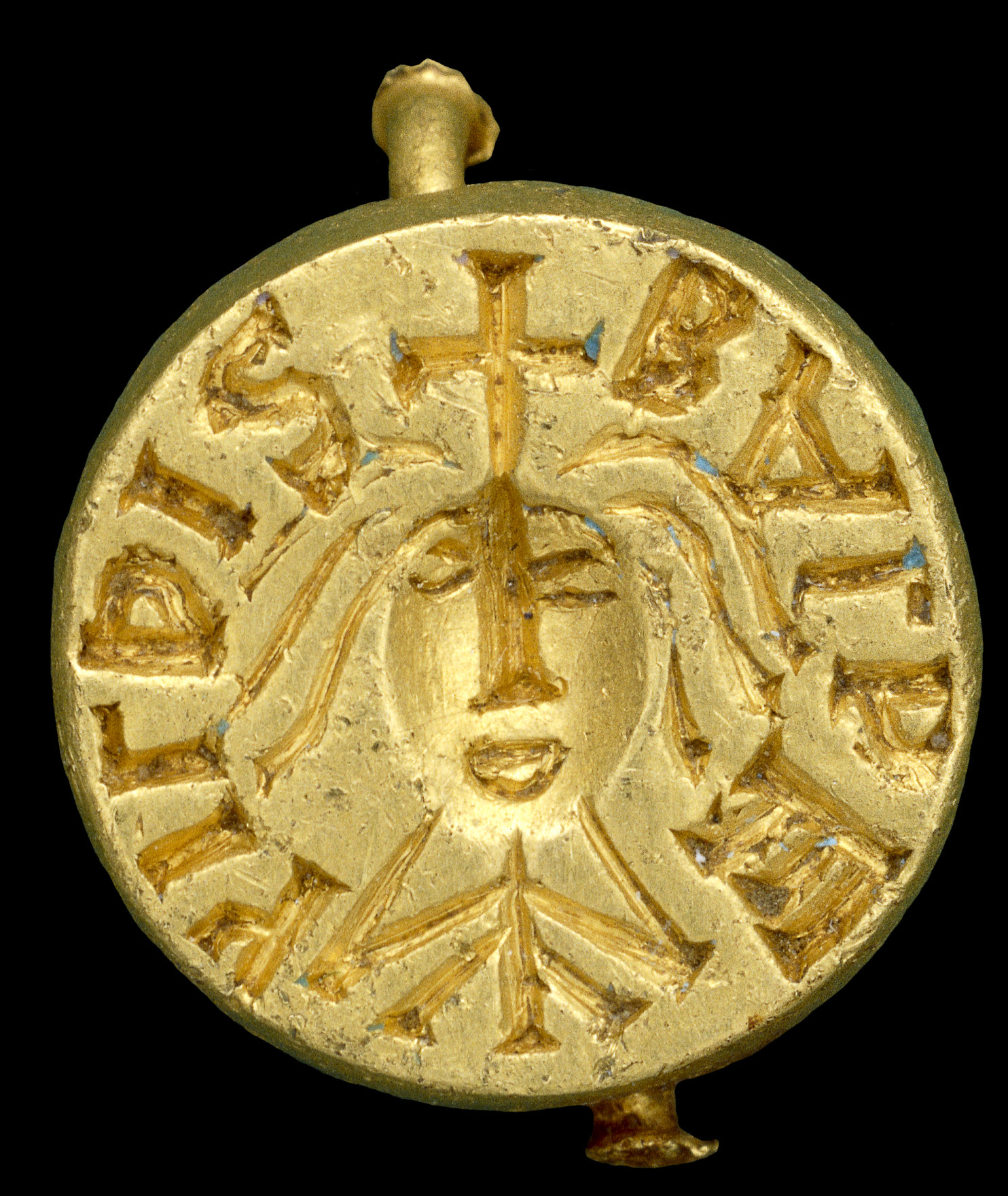
Lato B del sigillo di Batilde

Il sigillo è conservato presso il Norwich Castle Museum.

## Matrimonio e figli
Batilde a Clodoveo diede tre figli:

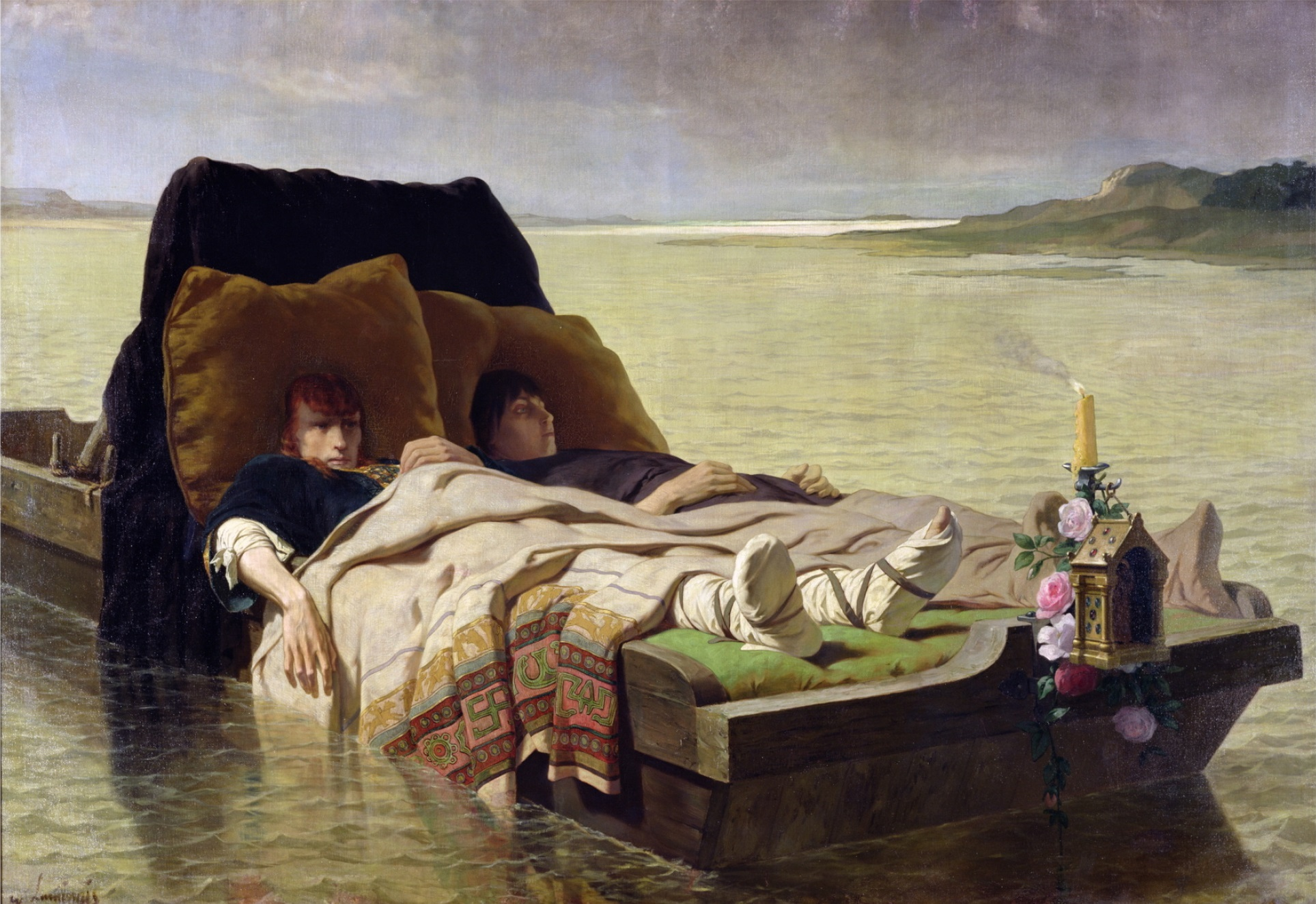
Quadro del pittore Évariste-Vital Luminais, del (1880), rappresentante Les Énervés de Jumièges.

- Clotario (650-673), che fu re di Neustria e di Borgogna;
- Teodorico (651-691), che fu re di Neustria e di Borgogna e poi anche di Austrasia;
- Childerico (ca. 652-675), che fu re di Austrasia.

## Leggenda degli snervati di Jumièges
Poiché due dei tre figli di Clodoveo II, tra cui il maggiore, si erano ribellati alla madre Batilde, che reggeva le sorti del regno durante un pellegrinaggio del marito in Terra santa, il re al suo ritorno, dopo averli sconfitti, li condannò a morte, ma dopo l'intercessione di Batilde li condannò al supplizio dello snervamento (cioè fece bruciare loro i legamenti nervosi e i tendini delle gambe). Dopo il supplizio, essendo i due giovani deboli e handicappati, chiesero di essere ricoverati in un monastero; non sapendo scegliere il luogo Batilde si affidò alla sorte: fece costruire una zattera, vi pose sopra i due figli e la lasciò libera nella corrente della Senna. La zattera si fermò a Jumièges, dove san Filiberto li vide e, riconoscendo i loro abiti regali, li accolse in monastero dove presero i voti.
Si tratta di una leggenda senza alcun fondamento storico, in quanto Clodoveo II non andò mai in Terra santa, morì giovane, quando i figli erano ancora bambini.
Alla leggenda, che si concluse nell'abbazia di Jumièges (da qui il nome, Gli snervati di Jumièges) fa riferimento anche Marcel Proust in Alla ricerca del tempo perduto.

### Fonti primarie
- (LA)  Fredegario, FREDEGARII SCHOLASTICI CHRONICUM CUM SUIS CONTINUATORIBUS, SIVE APPENDIX AD SANCTI GREGORII EPISCOPI TURONENSIS HISTORIAM FRANCORUM.
- (LA)  Monumenta Germaniae historica: Domus Carolingicae Genealogia.
- (LA)  Rerum Gallicarum et Francicarum Scriptores, tomus tertius.

### Letteratura storiografica
in lingua inglese:
- Attwater, Donald and Catherine Rachel John, The Penguin Dictionary of Saints, 3ª edizione, New York, Penguin Books, 1993. ISBN 0-14-051312-4.
- J.L. Nelson, Queens as Jezebels: the careers of Brunhild and Balthild in Merovingian history in Medieval Women, D. Baker, ed. (1978) pp 31–77.
- Alexander Callander Murray, ed. From Roman to Merovingian Gaul: A Reader (in series Readings in Medieval Civilizations and Cultures), 1999. Chapter 14 Sanctity and politics in the time of Balthild and her sons.
- David Keys, Erotic royal seal shows Anglo-French entente, The Independent, 15 giugno 2003.